# Església de Santa Perpètua de Mogoda
Santa Perpètua és una església parroquial romànica al centre del nucli antic de Santa Perpètua de Mogoda (al Vallès Occidental).

## Arquitectura
Es troba en un indret elevat i amb construccions adossades al costat nord i a la capçalera. Originalment l'edifici era d'una sola nau amb capçalera d'absis semicircular, que va ser substituïda per l'actual trilobulada. Actualment consta de tres naus.
Les cobertes són de volta apuntada a la nau central i de volta de canó a la nord mentre que la de migdia, té una volta moderna. En el parament conserva trams de decoració de tipus llombard. La façana, amb un porxo d'accés producte d'una reforma, té la porta d'accés d'arc de mig punt, un ull de bou centrat i un campanar d'espadanya superior, amb dues obertures d'arc de mig punt. El campanar vuitavat que s'alça sobre la nau té obertures d'arc ogival.

## Història
L'església, tot i que actualment està modificada, segurament va ser bastida durant el segle xi, adossada a una construcció anterior. L'any 998 apareix documentada en una escriptura de permuta i al llarg del segle xi, en diverses escriptures de donació.
L'any 1178 el temple va ser consagrat pel bisbe de Barcelona Bernat de Berga. Sembla que entre els segles XII-XIII va ser bastida la capçalera i es degué reconstruir la volta de la nau central.